# Guantánamo
Guantánamo es una ciudad ubicada en el sudeste de Cuba. Es, además, la capital de la provincia de Guantánamo, provincia donde se encuentra la base estadounidense de Guantánamo desde 1903. La mayoría de sus habitantes viven de la producción de sal, cacao, tomate, caña de azúcar y café. 

## Geografía
Ubicada a 965 km de la capital del país (La Habana), está compuesta por llanuras de origen marino, abrasivo-denudativas y fluvio marinas, deltaicas, ligeramente onduladas en parte cenagosas. El subsuelo está integrado por calizas, calcarenitas y margas del Mioceno. Es una zona muy poblada, donde la mala utilización o explotación de las aguas subterráneas ha motivado la salinización de los suelos en algunos sectores. 
Sus principales producciones económicas se centran en la actividad industrial, la que se caracteriza por el limitado desarrollo en relación con otras provincias del país, por poseer por lo general una tecnología atrasada, y por no asimilar la capacidad de materia prima existente en el territorio. Entre las industrias más importantes están las fábricas de válvulas y bombas, muebles, producciones textiles (AMBAR), y otras de la rama alimentaria como son los combinados cárnico, pesquero, lácteos, de bebidas y licores y una planta de beneficio de café.
La actividad del comercio desde el 2006 ha crecido considerablemente como parte del Programa de Desarrollo Local que ya sobrepasa las 1000 instalaciones, la ciudad de Guantánamo fundamentalmente muestra una renovada imagen. 
La  ciudad cabecera, que hoy tiene calles pavimentadas, parques, residencias y edificios, fue en sus primeros tiempos solo un pequeño caserío. Sus calles eran de tierra, carecían de aceras, las calles no tenían iluminación. Las pocas casas que había estaban hechas de madera.
En esta base, existen campos de prisioneros de supuestos combatientes ilegales capturados en la "Guerra contra el terrorismo" que mantiene la actual administración estadounidense. Esta proclama que la condición de extra-territorialidad impide a los prisioneros tener acceso a los tribunales, pero algunos de ellos, incluyendo la Corte Suprema han denegado esta interpretación. La base en principio fue un terreno alquilado por Cuba a los EE. UU.

## Historia
Cuando llegaron los españoles, esta región estaba habitada por aborígenes taínos. Los taínos, que se caracterizaban por ser ceramistas y agrícolas. 
El poblado se fundó en el año 1796 con el nombre de Santa Catalina de Guantánamo en el centro del Valle de Guantánamo, una región fértil en la que se establecieron numerosos trapiches e ingenios azucareros, que aprovechaban la existencia de tres ríos de importancia económica: el Bano, el Jaibo y el Guaso.
Durante la Guerra de los Diez Años las tropas al mando del general Máximo Gómez trataron infructuosamente de invadir el Valle en dos ocasiones.
El 4 de diciembre de 1870 alcanza la categoría de villa y comienza un amplio desarrollo gracias a su posición estratégica con relación al comercio del café que se cultiva en las montañas cercanas, el azúcar y otros productos agrícolas.
El 24 de febrero de 1895 Guantánamo se incorpora a la guerra de independencia cuando Pedro Agustín Pérez organiza el alzamiento en la finca "La Confianza" en las afueras de la ciudad.
Durante la Intervención de Estados Unidos de 1898 a 1902 la bahía cercana a la ciudad comienza a llamar la atención al gobierno interventor por sus grandes potencialidades estratégicas para el control militar del Caribe occidental.
La Enmienda Platt, ley del Congreso de los Estados Unidos impuesta a la 1.ª Constitución cubana a principios del siglo XX, bajo la amenaza de que, de no aceptarse, la isla permanecería ocupada militarmente, estableció la obligación de ceder porciones de territorio para instalaciones militares a Estados Unidos. No tardó en ponerse en práctica esa exigencia.
En diciembre de 1903, EE. UU. tomó posesión "hasta que lo necesitasen" de la bahía de Guantánamo, mediante el llamado Tratado cubano-estadounidense. Desde entonces y hasta la Revolución cubana (más de medio siglo) fue centro para una marcada influencia de Estados Unidos, y estímulo, por la presencia de ciudadanos de Estados Unidos. El gobierno de Cuba considera el enclave ilegal y desde 1960 se niega a recibir el simbólico pago anual del arriendo de 5000 dólares. El señor Don Pedro Manuel Pérez regaló los terrenos para la Iglesia y La Plaza de Armas que  estaban destinados a los ejercicios de las tropas españolas. Eran al principio  pequeños caminos de tierra que conducían a la iglesia; más tarde se construyeron los paseos de cemento y los jardines en forma rectangular con pequeños muros de piedra  alrededor.
Otro lugar muy importante en la historia de la localidad es el Parque 24 de febrero. Los terrenos donde radica los cedió Don José Rafat en 1841 y en ellos se proyectó la Plaza Isabel II, en honor a la reina de España. En el centro del parque se levantó una base en la que se colocaron piezas de moneda y pergaminos con inscripciones y fechas. Dicha base estaba destinada a recibir la estatua de la Reina que nunca llegó. Esta plaza también se llamó Plaza de la Constitución.

## Comunicaciones
Cuenta con un canal de televisión local llamado Solvisión, un periódico llamado Periódico Venceremos y una emisora radial llamada CMKS.

## Cultura
La ciudad de Guantánamo, es y ha sido cuna de grandes artistas. Entre ellos se destacan:
- Regino Eladio Boti
- Luis Lilí Martínez Grinan
- Chito Latamble
- Ángel Iñigo
- Nené Manfugas
- Elio Revé Matos
- Antonia Luisa Cabal
- Conrado Monier
- Hilario Peña
- Buena Fe
- Grupo Komotú

Además, es sede compartida con la hermana ciudad de Santiago de Cuba de la Fiesta del Fuego. La provincia es cuna de varios ritmos musicales como el Changüi y el Son, cuyo origen comparte con Santiago de Cuba. El Nengón, El Kiriba, La Regina Montunera, El Son montuno, El Aeroplano, en esa región nació la guitarra cubana del Son (El Tres cubano) y el bongó.

## Barrios principales de la ciudad
La ciudad cuenta con 10 grandes barrios o Consejos populares ellos son:
- Loma del Chivo
- Caribe
- El Sur
- El Norte
- Los Cocos
- Santa María
- San Justo
- El Oeste
- Confluentes
- Reparto Obrero

## Panoramas de la Ciudad de Guantánamo

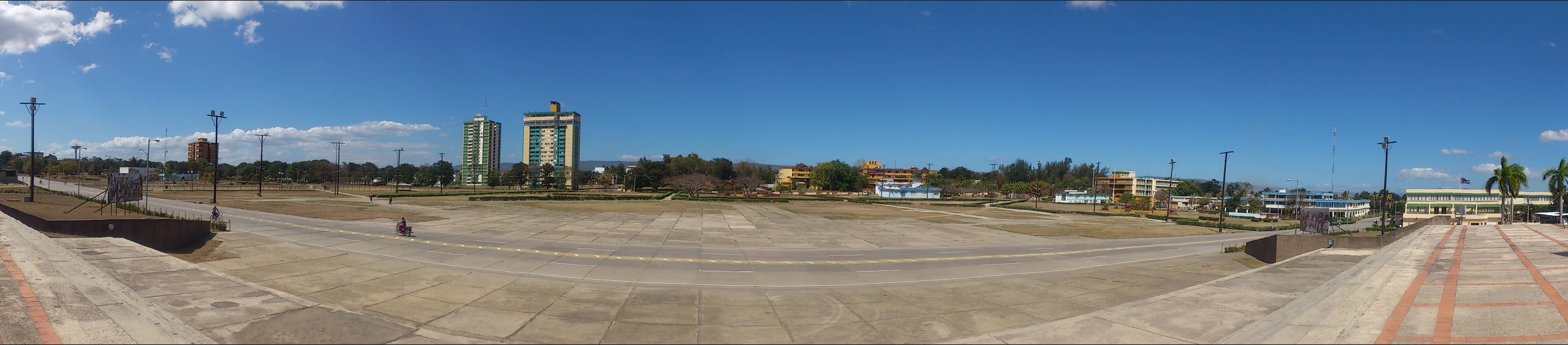
Ciudad de Guantánamo. Vista panorámica del reparto Caribe desde la Plaza de la Revolución "Mariana Grajales" en el año 2015.

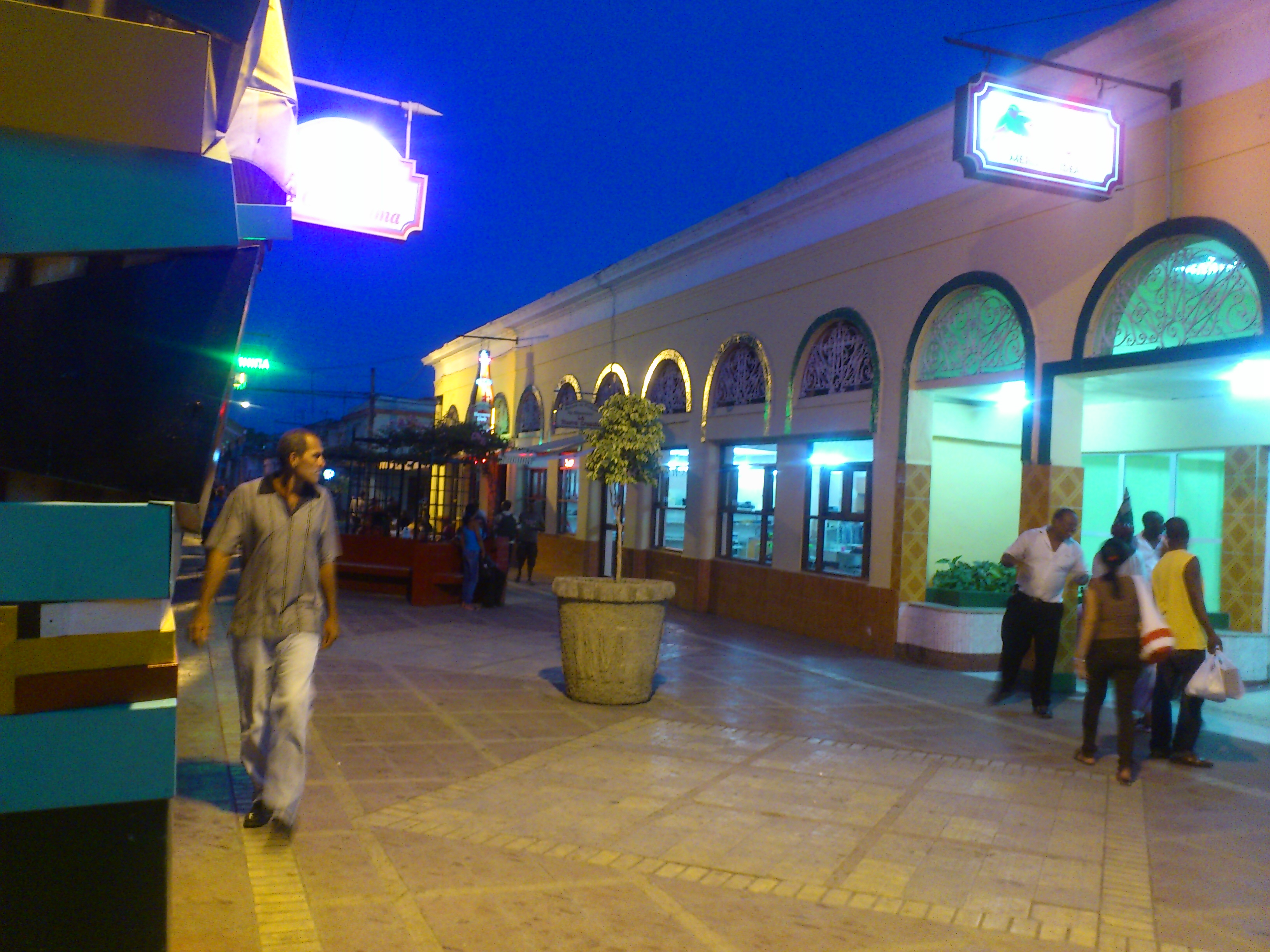
Centro de la ciudad de Guantanamo, Bulevar del Centro de la ciudad.